# Philipp Bächstädt

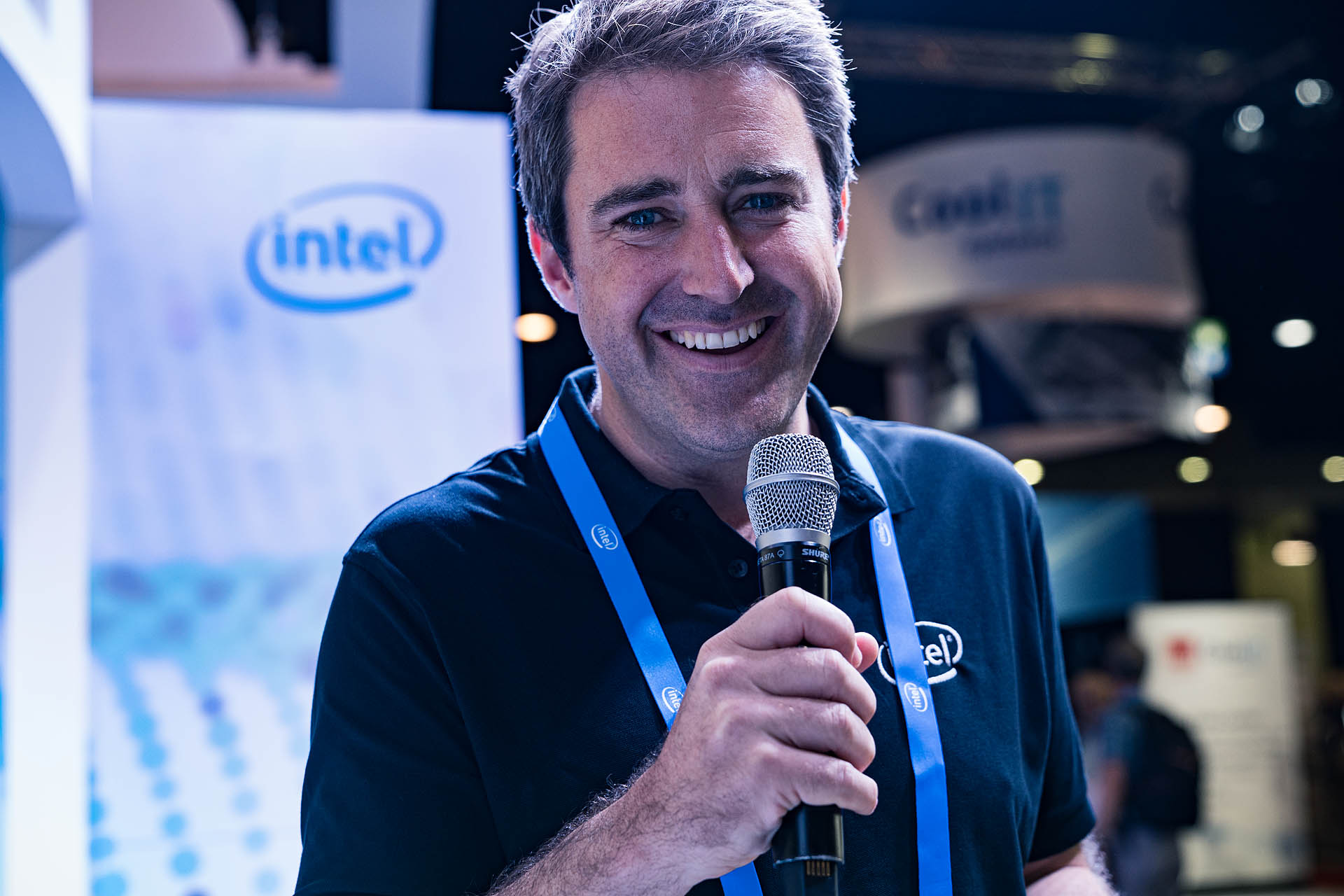
Philipp Bächstädt

Philipp Bächstädt (* 1. Februar 1982 in Tegernsee) ist ein deutscher Fernsehmoderator und -produzent.

## Leben und Wirken
Bächstädt absolvierte zunächst eine Ausbildung an der Hotelfachschule in Lausanne und ein BWL-Studium an der University of Kent in Canterbury. Seine journalistische Tätigkeit begann er beim Sender n-tv und arbeitete ab 2007 beim RTL-Landesstudio in München. Von 2010 bis 2012 übernahm er bei n-tv die Moderation der Sendung PS – Das Automagazin. Seit 2011 moderiert er bei RTL das Nachrichtenmagazin TV Bayern Live und parallel dazu seit 2018 die tägliche Nachrichtensendung Im Blick bei rheinmaintv.
Von 2011 bis 2015 war Bächstädt zudem Geschäftsführer eines Onlineshops und ab 2016 „Director Sales and Marketing“ bei TVT creative media. Seit 2017 arbeitet er als selbstständiger Moderator (auch in englischer Sprache) und Filmproduzent. Unter anderem moderierte er die Red Carpet Show bei den Laureus World Sports Awards.